# Lo Vermeulen
Lo Vermeulen (Vilvoorde, 1 november 1921 – Antwerpen, 6 december 2014) was een Belgische schrijver en scenarist van verschillende bekende series van de BRT. De meeste van zijn scenario's maakte hij samen met Karel Jeuninckx.
De series Johan en de Alverman en Fabian van Fallada werden ook op de Nederlandse televisie uitgezonden. Johan en de Alverman ook op de Italiaanse televisie.

## Werk

### Televisie
- Manko Kapak (1959), tv-jeugdserie
- Tijl Uilenspiegel (1961), tv-jeugdserie
- De Tijdscapsule (1963), tv-serie
- Johan en de Alverman (1965), tv-jeugdserie
- Midas (1967), tv-jeugdserie van 16 afleveringen
- Fabian van Fallada (1969), tv-jeugdserie van 13 afleveringen
- Het zwaard van Ardoewaan (1972), tv-jeugdserie van 13 afleveringen
- Magister Maesius (1974), tv-jeugdserie van 13 afleveringen
- Rogier van Ter Doest (1976), tv-jeugdserie van 13 afleveringen

### Boeken
- Bart in de heide-djungel, De Sikkel, Antwerpen, 1948
- Manko Kapak, boekvorm van de serie